# Ljubljanica
Ljubljanica – rzeka w Słowenii, prawy dopływ Sawy. Jej długość wynosi 38 km.
Jej źródła znajdują się w źródłach krasowych niedaleko Vrhniki. Przepływa przez Ljubljansko barje, Lublanę i Ljubljansko polje.